# نوب‌نفر
| M23 · t | L2 · t | S12 | F35 |

| M23 · t | L2 · t | S12 | F35 |

نوب‌نِفِر نام فرعونی است که گمان می‌رود در دودمان دوم مصر باستان فرمانروایی می‌کرده است، اگرچه هیچ اطلاعاتی درباره هنگام فرمانروایی او، طول آن، و جایگاه تاریخیش در دست نیست.
نام نوب‌نفر بر روی تکه‌های سنگ پیدا شده در گالری‌های جنوبی گورستان فرعون جوسر در سقاره دیده شد. در کنار نام او سخن از ساختمانی به نام «منتی‌عنخ» - به معنای «باشد که زندگی ادامه داشته باشد» - دیده شد. آغاز ساخت این ساختمان به شاه نی‌نتجر می‌رسد و این باستان‌شناسان را بر این گمان آورده است که احتمال دارد دوره فرمانروایی نوب‌نفر نزدیک به نی‌نتجر بوده. با این وجود نام او در هیچ مدرک دیگری از تاریخ مصر دیده نمی‌شود.